# Xウィンドウマネージャ
Xウィンドウマネージャ（X window manager）は、X Window Systemにおけるウィンドウマネージャ。
Microsoft Windows や macOS など、ウィンドウシステムないしOSとウィンドウマネージャが比較的に一体となっているシステムとは異なり、独立したプロセスで実行されるなど分離度が高いつくりになっている。

## 各種ウィンドウマネージャ

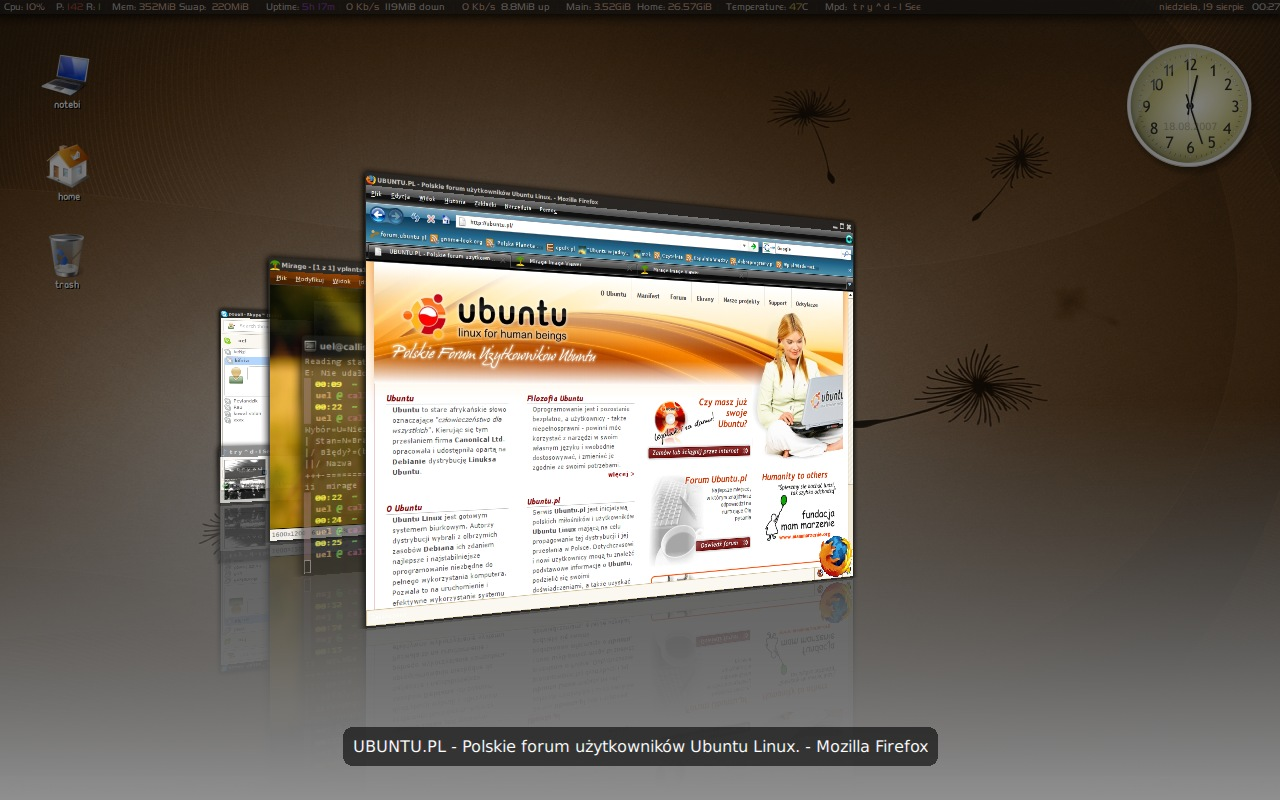
Compiz Fusion

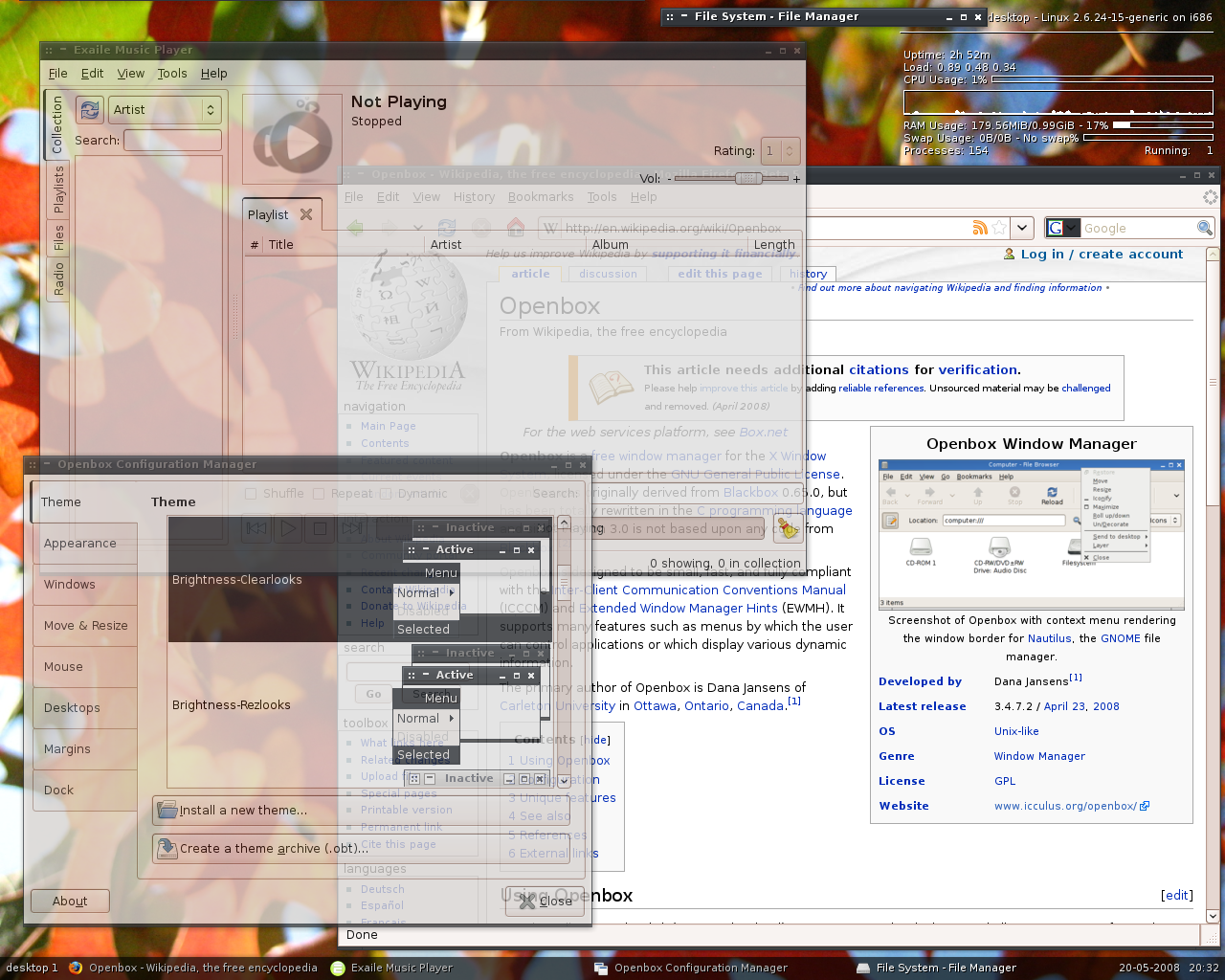
Openbox

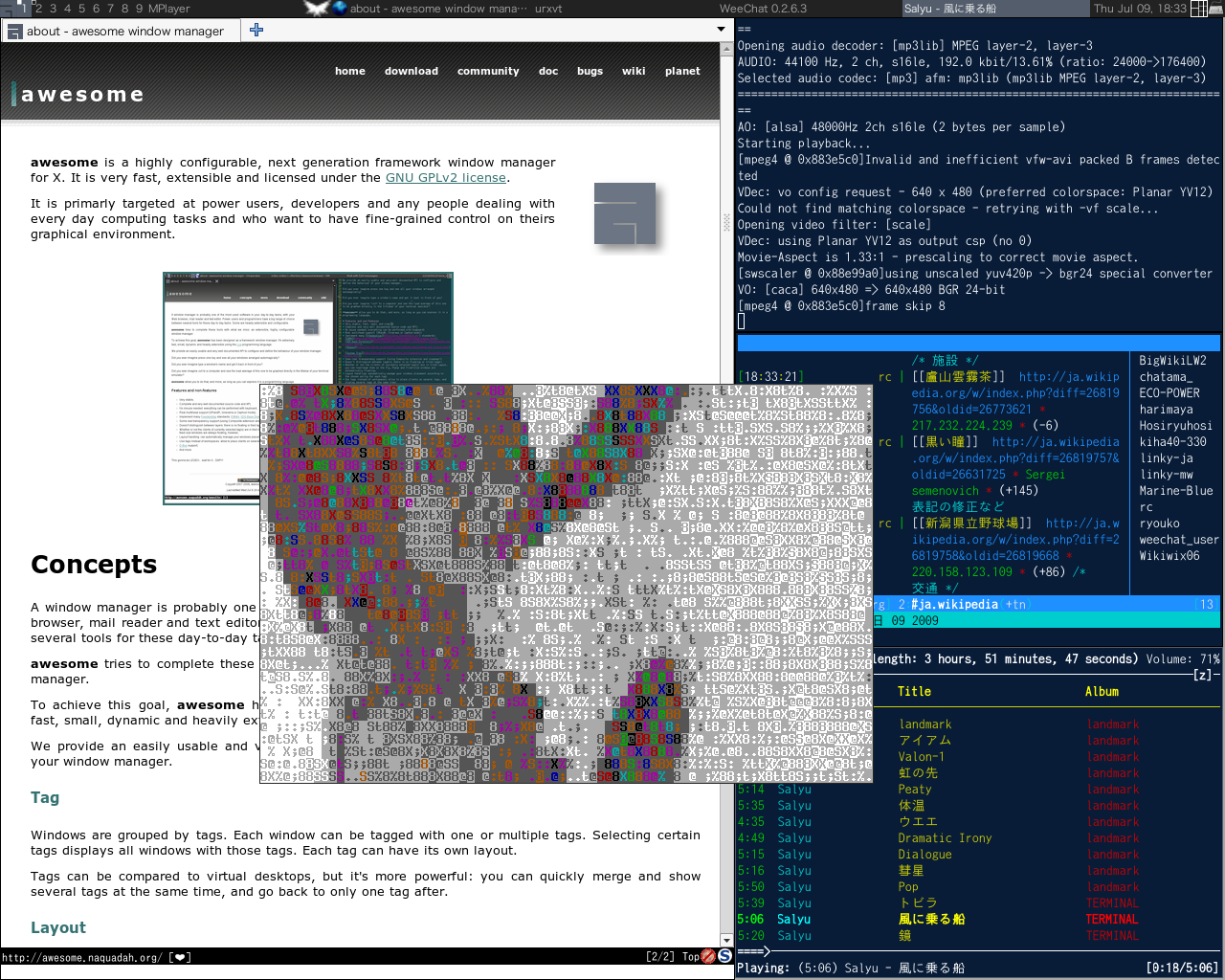
awesome

コンポジット型
- Beryl
- Compiz
- Compiz Fusion
- KWin
- Metacity

スタック型
- 9wm
- AfterStep
- Amiwm
- BlackBox
- CTWM
- cwm
- Enlightenment
- evilwm
- Fluxbox
- FVWM
- FVWM95
- IceWM
- jwm
- LainWM
- Mlvwm
- Mwm
- OpenBox
- PekWM
- Qvwm
- Sawfish
- Scwm
- TinyWM
- Twm
- Window Maker

タイル型
- awesome
- dwm
- Ion
- i3
- larswm
- Ratpoison
- StumpWM
- wmii（英語版）
- xmonad